# Operacja München

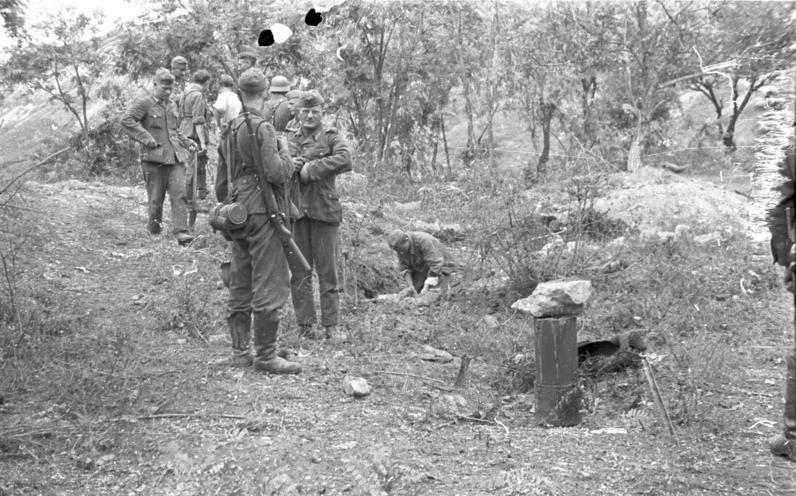
Niemieccy żołnierze przygotowują się do przekroczenia Dniestru

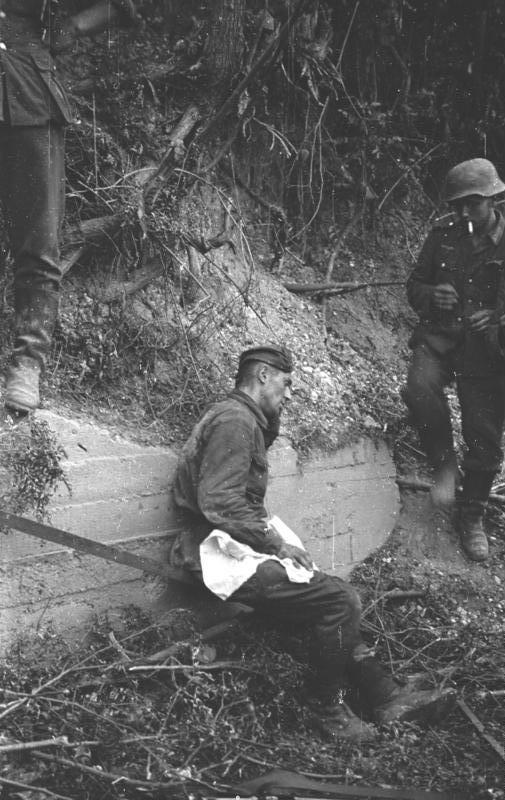
Ranny czerwonoarmista wzięty do niewoli przez Niemców nad Dniestrem

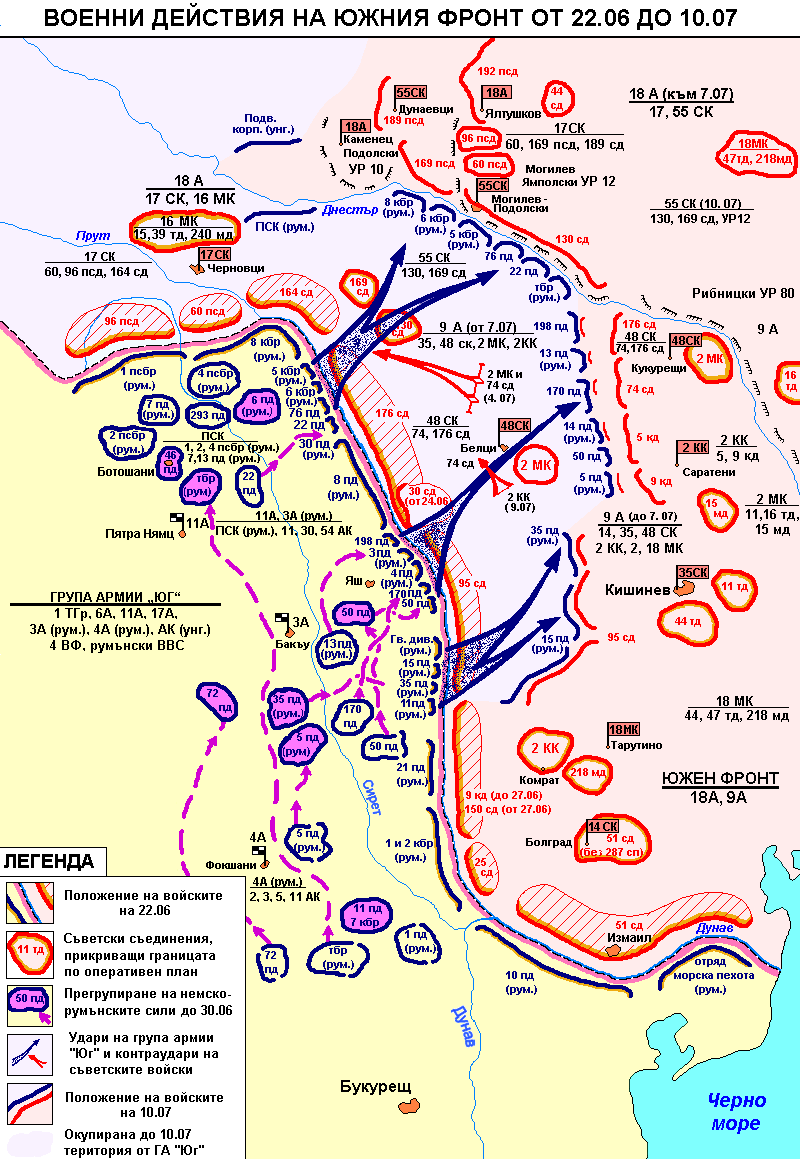
Działania ofensywne wojsk Osi podczas operacji München

Operacja München (niem. Operation München) – kryptonim wspólnej ofensywy wojsk rumuńskich i niemieckich podczas II wojny światowej. Celem ofensywy było zajęcie Besarabii, która została odebrana Rumunii przez ZSRR rok wcześniej. Operacja zakończyła się sukcesem po 23-dniowych walkach.
Na południe od bagien nad Prypecią planowano natarcie Grupy Armii Południe z okolic Lublina w kierunku na Kijów i dalej na południe, wzdłuż zakola Dniepru. Główną rolę miały odegrać potężne zgrupowania pancerne, które miały odciąć wojska radzieckie znajdujące się na zachodniej Ukrainie od ich linii komunikacyjnych na Dnieprze, zdobyć przeprawy przez Dniepr w okolicach Kijowa i na południe od niego. Zapewniły one w ten sposób swobodę manewru do natarcia w kierunku wschodnim, we współdziałaniu z wojskami posuwającymi się na północ od niej, lub do natarcia na południe Związku Radzieckiego w celu zdobycia ważnych rejonów gospodarczych.

## Sytuacja polityczna przed operacją
W 1940 Rumunia utraciła część swego terytorium zarówno na wschodzie, jak i na zachodzie. W lipcu ZSRR po wystosowaniu wobec rumuńskiego rządu ultimatum rozpoczął okupację Besarabii i północnej Bukowiny. ⅔ Besarabii zostały dołączone do niewielkiej Mołdawskiej SRR. Pozostała część (Budziak) i północna Bukowina weszły w skład Ukraińskiej SRR. Wkrótce później, 30 sierpnia, na mocy drugiego arbitrażu wiedeńskiego zmuszona przez Niemcy i Włochy Rumunia zwróciła Węgrom północną Kriszanę, Marmarosz oraz znaczną część Siedmiogrodu. Ku niezadowoleniu Węgier pozwolono Rumunii natomiast zatrzymać południową Transylwanię – czyli okolice Aradu, Devy i Sybina. 7 września w Krajowej zawarto traktat, na mocy którego południowa Dobrudża (tzw. Cadrilater) została odstąpiona Bułgarii (była to całość ziem zdobytych przez Rumunię podczas II wojny bałkańskiej w 1913 roku).
27 lipca 1941 nadrzędne dowództwo niemieckie skierowało jednostki Grupy „Antonescu” do forsowania Dniestru, a następnie nakazało im prowadzenie działań w kierunku Odessy, która była głównym celem natarcia. Gen. Ion Antonescu odmówił jednak wydania odpowiednich rozkazów, zaskakując swoim stanowiskiem Niemców. Należy jednak przypomnieć, że utrata Besarabii przez Rumunię była skutkiem współpracy niemiecko-radzieckiej. Także utrata Transylwanii (węgierskiego Siedmiogrodu) nastąpiła w wyniku zdecydowanych nacisków niemieckich. 6 sierpnia w Berdyczowie doszło do spotkania pomiędzy Adolfem Hitlerem i Antonescu. Hitler zaoferował obszar radzieckiej Mołdawii jako rekompensatę. Rumuni zgodzili się kontynuować wojnę przeciwko Związkowi Radzieckiemu.

## Skład armii rumuńskiej
Rumunia wystawiła największy kontyngent wojskowy, przeznaczony do walki ze Związkiem Radzieckim, spośród wszystkich państw sojuszniczych III Rzeszy. 11 czerwca 1941 roku ogłoszono mobilizację armii rumuńskiej. Do działań bojowych skierowano Grupę „Antonescu”, która składała się z 3. i 4 Armii.
- 3 Armią dowodził gen. Petre Dumitrescu, w jej składzie znajdowały się[2]: 
  - Korpus Kawalerii
    - 5 Brygada Kawalerii
    - 6 Brygada Kawalerii
    - 1 Dywizja Pancerna
    - 6 Dywizja Piechoty

  - Korpus Górski 
    - 7 Dywizja Piechoty
    - 8 Brygada Kawalerii
    - 1 Brygada Górska
    - 2 Brygada Górska
    - 4 Brygada Górska

- 4 Armią dowodził gen. Nicolae Ciupercă, w jej skład wchodziły[2]: 
  - V Korpus
    - 21 Dywizja Piechoty
    - Dywizja Forteczna
    - Dywizja Gwardii

  - III Korpus
    - 11 Dywizja Piechoty
    - 15 Dywizja Piechoty
    - 35 Dywizja Rezerwowa

  - XI Korpus
    - 1 Brygada Forteczna
    - 2 Brygada Forteczna

  - II Korpus
    - 9 Dywizja Piechoty
    - 10 Dywizja Piechoty

Łącznie Grupa „Antonescu” liczyła 325 700 żołnierzy. Dodatkowo wojska rumuńskie były wspierane przez niemiecką 11 Armię.  

## Cele działań wojsk rumuńskich
3 Armia miała za zadanie wkroczyć do Bukowiny północnej. Korpus Kawalerii został podporządkowany dowództwu niemieckiej 11 Armii (podlegał XI Korpusowi Armijnemu, operującemu w kierunku Mohylowa Podolskiego), natomiast Korpus Górski działał pod rozkazami sztabu rumuńskiego. W niemieckich korpusach armijnych (XXX i XXXXIV) znajdowały się także rumuńskie dywizje piechoty (5., 8., 13. oraz 14 Dywizja Piechoty), które skierowano w rejon Bałty – Dubosary. III Korpus rumuński miał za zadanie zdobyć Kiszyniów. V Korpus nacierał na kierunku Falciu. Działania bojowe XI Korpusu polegały na osłanianiu rzeki Prut. Samodzielny II Korpus miał przekroczyć Dunaj i zająć pozycję obronną w delcie rzeki. Jedynym nowoczesnym związkiem operacyjnym była 1 Dywizja Pancerna posiadająca na stanie 126 czołgów Škoda R-2 oraz 75 czołgów Renault R-35. Pozostałe dywizje i brygady były wyposażone w uzbrojenie pamiętające czasy I wojny światowej. Rumuni walczyli jednak nie o niemieckie interesy, lecz o swoje ziemie utracone w 1940 roku.

## Działania wojsk rumuńskich
1 lipca 1941 roku wojska niemieckiej Grupy Armii Południe feldmarszałka Gerda von Rundstedta w składzie 3. i 4 Armia rumuńska oraz 11 Armia niemiecka, skoncentrowane w czerwcu na terytorium Rumunii i trwające w obronie przez miesiąc na rzece Prut, przeszły do natarcia uderzając na styku radzieckich frontów: Południowego i Południowo-Zachodniego. Niemiecka 11 Armia atakująca z rejonu Jass kierowała się na Pierwomajsk.
3 lipca 1 Dywizja Pancerna przekroczyła graniczną rzekę Prut i wraz z 5. i 6 Brygadą Kawalerii skierowała się na Mohylów Podolski. 4 lipca doszło do starcia z oddziałami 74. i 176 Dywizji Strzeleckiej (z radzieckiego 2 Korpusu Zmechanizowanego). W walkach zniszczono dwa czołgi T-28, stracono jeden czołg Škoda R-2. 
V Korpus w tym czasie także przekroczył Prut i skierował się na Tiganca. Na drodze oddziałów rumuńskich znalazły się 25., 51. i 150 Dywizja Strzelecka. Wywiązały się ciężkie walki. W efekcie straty Dywizji Gwardii wyniosły 2700 zabitych i rannych, natomiast 21 Dywizja Piechoty straciła aż 6 tys. żołnierzy. Niekorzystna sytuacja zaistniała na odcinku obsadzonym przez siły III Korpusu. Radzieckie 5. i 95 Dywizja Strzelecka oraz 9 Dywizja Kawalerii powstrzymały napór wojsk rumuńskich, a następnie przeszły do kontrnatarcia. Atak radziecki częściowo powstrzymał atak z flanki niemieckiego XXXXIV Korpusu Armijnego, jednak dopiero skierowanie w rejon walk 1 Dywizji Pancernej zażegnało niebezpieczeństwo przerwania linii rumuńskiej obrony. Sowieci zostali wyparci z Besarabii 26 lipca.
Podczas całej operacji straty rumuńskie wyniosły 4 tys. zabitych, 12 120 rannych oraz 5500 zaginionych.

### Polskie źródła
- Encyklopedia II wojny światowej nr 11: Operacja „Barbarossa” cz. II. Działania Grupy Armii „Środek” i „Południe” – Mali sojusznicy Hitlera. Oxford Educational sp. z o.o., 2007. ISBN 978-83-7425-686-5. Brak numerów stron w książce

### Angielskie źródła
- Romanian Armed Forces in the Second World War (ang.). [dostęp 5 listopada 2010].

### Rumuńskie źródła
- Dutu A., Retegan M. Razboi si societate vol. 1, RAO, 2000
- Dutu A., Dobre F., Loghin L. Armata Romana in al doilea razboi mondial (1941-1945) - Dictionar Enciclopedic, Editura Enciclopedica, 1999
- Scafes C., Serbanescu H., Scafes I., Andonie C., Danila I., Avram R. Armata romana 1941-1945, Editura R.A.I., 1996
- Ichim E. Ordinul militar de razboi Mihai Viteazul, Editura Jertfa & Modelism, 2000
- Dascalescu N. Nicolae Dascalescu generalul soldat, Editura Militara, 1995
- Bernád D. Rumanian Air Force, the prime decade 1938-1947, Squadron/Signal Publications, 1999

### Rosyjskie źródła
- Военная энциклопедия в 8 томах. М.: Военное издательство, 1994—2001. — Том 6.
- Русский архив: Великая Отечественная: Ставка ВГК. Документы и материалы. 1941 год. Т. 16 (5-1). — M.: TEPPA, 1996. — Документы № 2, 28, 31, 73, 75, 105; Приложение — документы № 1, 4.
- Россия и СССР в войнах ХХ века. Потери вооружённых сил. Статистическое исследование. Под общей редакцией Г. Ф. Кривошеева. — М.: «ОЛМА-ПРЕСС», 2001. — С. 314.